# Final Fantasy Crystal Chronicles: The Crystal Bearers
Final Fantasy Crystal Chronicles: The Crystal Bearers (ファイナルファンタジークリスタルクロニクル クリスタルベアラー?) è un videogioco di tipo avventura dinamica sviluppato e pubblicato da Square Enix. Il gioco è uscito il 12 novembre 2009 in Giappone, il 26 dicembre 2009 in Nordamerica e il 5 febbraio 2010 in Europa ed Australasia.
È il sesto ed ultimo capitolo della serie Crystal Chronicles, comparsa in precedenza su Nintendo GameCube e Nintendo DS.